# Wicekanclerze Niemiec
Zastępca Kanclerza Federalnego (Wicekanclerz; niem. Stellvertreter des Bundeskanzlers, Vizekanzler) – jeden z ministrów rządu federalnego Niemiec wyznaczony przez Kanclerza na swojego zastępcę. Funkcja ta jest umocowana w Ustawie Zasadniczej Republiki Federalnej Niemiec (art. 69 ust. 1). Kadencja wicekanclerza kończy się każdorazowo z chwilą zebrania się nowego Bundestagu, a także w przypadku opróżnienia urzędu Kanclerza Federalnego (art. 69 ust. 2).

## Nazewnictwo
Określenie wicekanclerz (Vizekanzler), pomimo powszechnego użycia, nie występuje formalnie w Ustawie Zasadniczej Niemiec, w art. 69 występuje pojęcie zastępcy (Stellvertreter), którego wyznacza kanclerz spośród podległych mu ministrów. Inaczej jest np. w Austrii, gdzie w konstytucji występuje określenie wicekanclerz (Vizekanzler).

## Cesarstwo Niemieckie(1878-1918)
| # | imię i nazwisko                               | od               | do               | rząd                                                                                               |
| - | --------------------------------------------- | ---------------- | ---------------- | -------------------------------------------------------------------------------------------------- |
| 1 | Graf Otto zu Stolberg-Wernigerode (1837–1896) | 1 czerwca 1878   | 20 czerwca 1881  | Rząd Ottona von Bismarcka                                                                          |
| 2 | Karl Heinrich von Boetticher (1833–1907)      | 20 czerwca 1881  | 1 lipca 1897     | Rząd Ottona von Bismarcka • Rząd Leo von Capriviego • Rząd Chlodwiga zu Hohenlohe-Schillingsfürsta |
| 3 | Arthur Graf von Posadowsky-Wehner (1845–1932) | 1 lipca 1897     | 24 czerwca 1907  | Rząd Chlodwiga zu Hohenlohe-Schillingsfürsta • Rząd Bernharda von Bülowa                           |
| 4 | Theobald von Bethmann Hollweg (1856–1921)     | 24 czerwca 1907  | 10 lipca 1909    | Rząd Bernharda von Bülowa                                                                          |
| 5 | Clemens von Delbrück (1856–1921)              | 14 lipca 1909    | 22 maja 1916     | Pierwszy rząd Theobalda von Bethmanna-Hollwega                                                     |
| 6 | Karl Helfferich (1872–1924)                   | 22 maja 1916     | 9 listopada 1917 | Drugi Rząd Theobalda von Bethmanna-Hollweg • Rząd Georga Michaelisa • Rząd Georga von Hertlinga    |
| 7 | Friedrich von Payer (1847–1931)               | 9 listopada 1917 | 9 listopada 1918 | Rząd Georga von Hertlinga • Rząd Maxa von Badena                                                   |

## Republika Weimarska(1918-1933)
| #  | Imię i nazwisko                | od                  | do                  | partia      | rząd                                                                                      |
| -- | ------------------------------ | ------------------- | ------------------- | ----------- | ----------------------------------------------------------------------------------------- |
| 01 | Eugen Schiffer (1860–1954)     | 13 lutego 1919      | 19 kwietnia 1919    | DDP         | Rząd Philippa Scheidemanna                                                                |
| 02 | Bernhard Dernburg (1865–1937)  | 30 kwietnia 1919    | 20 czerwca 1919     | DDP         | Rząd Philippa Scheidemanna                                                                |
| 03 | Matthias Erzberger (1875–1921) | 21 czerwca 1919     | 3 października 1919 | Zentrum     | Rząd Gustava Bauera                                                                       |
| 04 | Eugen Schiffer (1860–1954)     | 3 października 1919 | 27 marca 1920       | DDP         | Rząd Gustava Bauera                                                                       |
| 05 | Erich Koch-Weser (1875–1944)   | 27 marca 1920       | 21 czerwca 1920     | DDP         | Pierwszy rząd Hermanna Müllera                                                            |
| 06 | Rudolf Heinze (1865–1928)      | 25 czerwca 1920     | 4 maja 1921         | DVP         | Rząd Konstantina Fehrenbacha                                                              |
| 07 | Gustav Bauer (1870–1944)       | 10 maja 1921        | 13 listopada 1922   | SPD         | Pierwszy rząd Josepha Wirth Drugi rząd Josepha Wirtha                                     |
| 08 | Robert Schmidt (1864–1943)     | 13 sierpnia 1923    | 3 listopada 1923    | SPD         | Pierwszy rząd Gustava Stresemanna                                                         |
| 09 | Karl Jarres (1874–1951)        | 11 listopada 1923   | 15 stycznia 1925    | DVP         | Drugi rząd Gustava Stresemanna • Pierwszy rząd Wilhelma Marxa • Drugi rząd Wilhelma Marxa |
| 10 | Oskar Hergt (1869–1967)        | 28 stycznia 1927    | 12 czerwca 1928     | DNVP        | Trzeci rząd Wilhelma Marxa • Czwarty rząd Wilhelma Marxa                                  |
| 11 | Hermann Dietrich (1879-1954)   | 31 marca 1930       | 30 maja 1932        | DDP         | Pierwszy rząd Heinricha Brüninga • Drugi rząd Heinricha Brüninga                          |
| 12 | Franz von Papen (1879–1969)    | 30 maja 1932        | 7 sierpnia 1934     | bezpartyjny | Rząd Kurta von Schleichera • Rząd Adolfa Hitlera                                          |

## III Rzesza(1932-1945)
| # | Imię i nazwisko             | od               | do               | partia      | rząd                |
| - | --------------------------- | ---------------- | ---------------- | ----------- | ------------------- |
| 1 | Franz von Papen (1879–1969) | 30 stycznia 1933 | 7 sierpnia 1934  | bezpartyjny | Rząd Adolfa Hitlera |
| 2 | Hermann Göring (1893–1945)  | 10 lutego 1941   | 23 kwietnia 1945 | NSDAP       | Rząd Adolfa Hitlera |

## Republika Federalna Niemiecod 1949
| # | #  | imię i nazwisko                    | od                   | do                   | partia  | ministerstwo                                                   | rząd |
| - | -- | ---------------------------------- | -------------------- | -------------------- | ------- | -------------------------------------------------------------- | --- |
|   | 01 | Franz Blücher (1896–1959)          | 20 września 1949     | 29 października 1957 | FDP     | Planu Marshalla                                                | Pierwszy rząd Konrada Adenauera • Drugi rząd Konrada Adenauera                                                  |
|   | 02 | Ludwig Erhard (1897–1977)          | 29 października 1957 | 16 października 1963 | CDU     | Gospodarki                                                     | Trzeci rząd Konrada Adenauera • Czwarty rząd Konrada Adenauera • Piąty rząd Konrada Adenauera                   |
|   | 03 | Erich Mende (1916–1998)            | 17 października 1963 | 28 października 1966 | FDP     | Spraw Wewnętrznych                                             | Pierwszy rząd Ludwiga Erharda • Drugi rząd Ludwiga Erharda                                                      |
|   | 04 | Hans-Christoph Seebohm (1903–1967) | 8 listopada 1966     | 1 grudnia 1966       | CDU     | Transportu                                                     | Drugi rząd Ludwiga Erharda                                                                                      |
|   | 05 | Willy Brandt (1913–1992)           | 1 grudnia 1966       | 21 października 1969 | SPD     | Spraw Zagranicznych                                            | Rząd Kurta Georga Kiesingera                                                                                    |
|   | 06 | Walter Scheel (1919–2016)          | 22 października 1969 | 16 maja 1974         | FDP     | Spraw Zagranicznych                                            | Pierwszy rząd Willy’ego Brandta • Drugi rząd Willy’ego Brandta                                                  |
|   | 07 | Hans-Dietrich Genscher (1927–2016) | 16 maja 1974         | 17 września 1982     | FDP     | Spraw Zagranicznych                                            | Pierwszy rząd Helmuta Schmidta • Drugi rząd Helmuta Schmidta • Trzeci rząd Helmuta Schmidta                     |
|   | 08 | Egon Franke (1913–1995)            | 17 września 1982     | 1 października 1982  | SPD     | Spraw Wewnętrznych                                             | Trzeci rząd Helmuta Schmidta                                                                                    |
|   | 09 | Hans-Dietrich Genscher (1927–2016) | 4 października 1982  | 18 maja 1992         | FDP     | Spraw Zagranicznych                                            | Pierwszy rząd Helmuta Kohla • Drugi rząd Helmuta Kohla • Trzeci rząd Helmuta Kohla • Czwarty rząd Helmuta Kohla |
|   | 10 | Jürgen Möllemann (1945–2003)       | 18 maja 1992         | 21 stycznia 1993     | FDP     | Gospodarki                                                     | Czwarty rząd Helmuta Kohla                                                                                      |
|   | 11 | Klaus Kinkel (1936–2019)           | 21 stycznia 1993     | 27 października 1998 | FDP     | Spraw Zagranicznych                                            | Czwarty rząd Helmuta Kohla • Piąty rząd Helmuta Kohla                                                           |
|   | 12 | Joschka Fischer (* 1948)           | 27 października 1998 | 22 listopada 2005    | Zieloni | Spraw Zagranicznych                                            | Pierwszy rząd Gerharda Schrödera • Drugi rząd Gerharda Schrödera                                                |
|   | 13 | Franz Müntefering (* 1940)         | 22 listopada 2005    | 21 listopada 2007    | SPD     | Pracy i Spraw Socjalnych                                       | Pierwszy rząd Angeli Merkel                                                                                     |
|   | 14 | Frank-Walter Steinmeier (* 1956)   | 21 listopada 2007    | 28 października 2009 | SPD     | Spraw Zagranicznych                                            | Pierwszy rząd Angeli Merkel                                                                                     |
|   | 15 | Guido Westerwelle (1961–2016)      | 28 października 2009 | 16 maja 2011         | FDP     | Spraw Zagranicznych                                            | Drugi rząd Angeli Merkel                                                                                        |
|   | 16 | Philipp Rösler (* 1973)            | 16 maja 2011         | 17 grudnia 2013      | FDP     | Gospodarki i Technologii                                       | Drugi rząd Angeli Merkel                                                                                        |
|   | 17 | Sigmar Gabriel (* 1959)            | 17 grudnia 2013      | 14 marca 2018        | SPD     | Gospodarki i Energii (do 2017) i Spraw Zagranicznych (od 2017) | Trzeci rząd Angeli Merkel                                                                                       |
|   | 18 | Olaf Scholz (* 1958)               | 14 marca 2018        | 8 grudnia 2021       | SPD     | Finansów                                                       | Czwarty rząd Angeli Merkel                                                                                      |
|   | 19 | Robert Habeck (* 1969)             | 8 grudnia 2021       | 6 maja 2025          | Zieloni | Gospodarki i Ochrony Klimatu                                   | Rząd Olafa Scholza                                                                                              |
|   | 20 | Lars Klingbeil (* 1978)            | 6 maja 2025          |                      | SPD     | Finansów                                                       | Rząd Friedricha Merza                                                                                           |